# Liga Suíça de Basquetebol de 2022-23
A Temporada da SBL de 2022–23 foi a 92ª edição da competição de elite do basquetebol da Suíça tendo o Fribourg Olympic como defensor do título suíço, que será o quinto em sequência e 21 no total.

## Clubes Participantes
Para essa temporada a liga passou para 11 equipes tendo o retorno do Vevey Riviera Basket de Vevey que foi vice campeão da NBL (segunda divisão).
| Clube                        | Cidade    | Arena                     | Capacidade |
| ---------------------------- | --------- | ------------------------- | ---------- |
| BBC Monthey-Chablais         | Monthey   | Reposieux                 | 600        |
| BBC Nyon                     | Nyon      | Centre Sportif Rocher     | 1 500      |
| BC Boncourt                  | Boncourt  | Salle Sportive Bouncort   | 1 500      |
| Fribourg Olympic             | Friburgo  | Halle Saint Léonard       | 3 000      |
| Lions de Genève              | Genebra   | Salle polyvalente Pommier | 2 800      |
| Lugano Tigers                | Lugano    | Istituto Elvetico         |            |
| Spinelli Massagno            | Massagno  | Palamondo de Cadempino    |            |
| Starwings Basket Regio Basel | Basileia  | Sporthalle Birsfelden     | 2 000      |
| Swiss central Basket         | Lucerna   | Staffeln                  |            |
| Union Neuchâtel              | Neuchâtel | La Riveraine              | 2 500      |
| Vevey Riviera Basket         | Vevey     | Galeries du Rivage        | 1050       |

## Temporada Regular

### Tabela de Classificação
| Pos. | Clube                        | J  | V  | D  | P+   | P-    | SP   | Pt. | Classificação |
| ---- | ---------------------------- | -- | -- | -- | ---- | ----- | ---- | --- | ------------- |
| 1    | Spinelli Massagno            | 30 | 26 | 4  | 2723 | 2226  | 497  | 54  | Playoffs      |
| 2    | Fribourg Olympic             | 30 | 26 | 4  | 2722 | 1994  | 728  | 56  | Playoffs      |
| 3    | Lions de Genève              | 30 | 19 | 11 | 2472 | 2329  | 143  | 49  | Playoffs      |
| 4    | Vevey Riviera Basket         | 30 | 19 | 11 | 2432 | 2280  | 152  | 49  | Playoffs      |
| 5    | Union Neuchâtel              | 30 | 15 | 15 | 2230 | 2.359 | -129 | 45  | Playoffs      |
| 6    | BBC Nyon                     | 30 | 12 | 18 | 2215 | 2.283 | -68  | 42  | Playoffs      |
| 7    | BBC Monthey-Chablais         | 30 | 12 | 18 | 2462 | 2.372 | 90   | 42  | Playoffs      |
| 8    | BC Boncourt                  | 30 | 12 | 18 | 2231 | 2.433 | -202 | 42  | Playoffs      |
| 9    | Lugano Tigers                | 30 | 12 | 18 | 2517 | 2679  | -162 | 42  |               |
| 10   | Starwings Basket Regio Basel | 30 | 7  | 23 | 2133 | 2.653 | -520 | 37  |               |
| 11   | Swiss central Basket         | 30 | 5  | 25 | 2119 | 2.648 | -529 | 35  |               |

fonte:championsleague.basketball

### Primeira fase de grupos
| Casa\Visitante       | MON   | NYO    | BON   | FRI    | GEN     | LUG    | MAS    | BAS    | SWI    | NEU    | VEV    |
| -------------------- | ----- | ------ | ----- | ------ | ------- | ------ | ------ | ------ | ------ | ------ | ------ |
| BBC Monthey          |       | 82-84  | 86-65 | 93-83  | 77-71   | 97-103 | 75-76  | 108-67 | 86-59  | 96-53  | 82-93  |
| BBC Monthey          |       |        | 86-91 |        |         | 81-86  |        |        |        | 78-62  |        |
| BBC Nyon             | 64-95 |        | 75-63 | 45-80  | 72-90   | 81-70  | 71-75  | 78-81  | 77-62  | 67-68  | 68-82  |
| BBC Nyon             | 79-72 |        |       |        | 86-83   |        | 98-66  |        |        | 74-75  |        |
| BC Boncourt          | 93-70 | 58-60  |       | 57-100 | 78-100  | 96-80  | 81-104 | 95-85  | 80-65  | 73-82  | 62-97  |
| BC Boncourt          |       |        |       |        | 75-68   |        |        |        | 71-74  | 71-69  |        |
| Fribourg Olympic     | 91-44 | 95-60  | 86-55 |        | 86-81   | 101-71 | 69-81  | 91-69  | 102-61 | 94-66  | 86-64  |
| Fribourg Olympic     |       | 99-88  |       | 93-83  |         | 86-80  |        | 102-58 |        |        |        |
| Lions de Genève      | 82-78 | 77-71  | 84-93 | 74-82  |         | 93-75  | 68-89  | 71-63  | 79-68  | 79-64  | 85-78  |
| Lions de Genève      | 73-72 |        | 86-73 |        |         |        | 111-78 |        |        |        |        |
| Lugano Tigers        | 82-81 | 85-79  | 99-80 | 63-91  | 92-81   |        | 82-98  | 95-82  | 88-68  | 82-79  | 70-88  |
| Lugano Tigers        |       |        |       | 84-121 | 84-97   | 89-95  |        |        |        |        |        |
| Spinelli Massagno    | 80-75 | 85-75  | 90-86 | 81-76  | 111-101 | 109-68 |        | 93-57  | 99-66  | 99-51  | 95-69  |
| Spinelli Massagno    |       | 82-68  |       |        |         |        |        | 102-84 | 90-94  |        |        |
| Starwings Basel      | 65-75 | 76-73  | 71-83 | 43-80  | 65-80   | 86-81  | 61-121 |        | 72-58  | 65-62  | 78-83  |
| Starwings Basel      |       |        | 85-90 |        |         |        | 61-121 |        |        | 53-100 |        |
| Swiss Central Basket | 87-80 | 62-104 | 78-74 | 43-121 | 85-95   | 84-98  | 63-102 | 61-77  |        | 66-69  | 57-102 |
| Swiss Central Basket |       |        | 67-76 |        |         | 102-93 |        | 101-67 |        |        |        |
| Union Neuchâtel      | 99-85 | 77-61  | 72-63 | 58-69  | 75-69   | 98-94  | 90-69  | 91-70  | 87-74  |        | 80-93  |
| Union Neuchâtel      | 88-85 | 65-67  |       |        |         |        |        | 82-78  | 84-68  |        |        |
| Vevey Riviera Basket | 89-81 | 82-74  | 77-78 | 70-69  | 75-74   | 104-76 | 88-78  | 79-87  | 83-75  | 89-86  |        |
| Vevey Riviera Basket |       |        |       | 57-71  | 61-72   |        |        |        |        | 83-62  |        |

fonte:resultados extraídos de eurobasket/Switzerland, podendo ser conferidos em flashscore.com.br

## Playoffs

### Confrontos

#### Quartas de final
| Time 1               | Série | Time 2               | 1º Jogo  | 2º Jogo  | 3º Jogo  | 4º Jogo | 5º Jogo |
| -------------------- | ----- | -------------------- | -------- | -------- | -------- | ------- | ------- |
| Spinelli Massagno    | 3 - 0 | BC Boncourt          | 111 - 61 | 101 - 69 | 132 - 85 | -       | -       |
| Vevey Riviera Basket | 2 - 3 | Union Neuchâtel      | 71 - 75  | 95 - 65  | 72 - 42  | 64 - 75 | 68 - 70 |
| Fribourg Olympic     | 3 - 0 | BBC Monthey-Chablais | 91 - 67  | 97 - 76  | 108 - 65 | -       | -       |
| Lions de Genève      | 3 - 0 | BBC Nyon             | 83 - 59  | 74 - 68  | 79 - 64  | -       | -       |

#### Semifinal
| Time 1            | Série | Time 2          | 1º Jogo | 2º Jogo  | 3º Jogo | 4º Jogo | 5º Jogo |
| ----------------- | ----- | --------------- | ------- | -------- | ------- | ------- | ------- |
| Spinelli Massagno | 3 - 1 | Union Neuchâtel | 69 - 76 | 103 - 58 | 74 - 64 | 74 - 65 | -       |
| Fribourg Olympic  | 3 - 0 | Lions de Genève | 86 - 82 | 99 - 71  | 93 - 67 | -       | -       |

#### Final
| Time 1            | Série | Time 2           | 1º Jogo  | 2º Jogo | 3º Jogo | 4º Jogo | 5º Jogo |
| ----------------- | ----- | ---------------- | -------- | ------- | ------- | ------- | ------- |
| Spinelli Massagno | 1 - 3 | Fribourg Olympic | 80 - 108 | 77 - 76 | 81 - 95 | 70 - 82 | -       |

## Campeões
| SBL de 2022-23 Campeões    |
| -------------------------- |
| Fribourg Olympic21º Título |

## Clubes suíços em competições internacionais
| Clube            | Competição        | Resultado                                                                       |
| ---------------- | ----------------- | ------------------------------------------------------------------------------- |
| Fribourg Olympic | Liga dos Campeões | Eliminado na primeira ronda classificatória (Ch.1) por Ninners Chemnitz (70-93) |
| Fribourg Olympic | Copa Europeia     | Eliminado - na fase de grupos como 3º no Gr.C (com 3 vitórias e 3 derrotas)     |